# Rylan Wiens
Rylan Mackenzie Wiens (Calgary, 2 de janeiro de 2002) é um saltador canadense.

## Carreira
A primeira grande competição de Wiens foi nos Jogos da Commonwealth de 2018, onde ele competiu nas provas individuais e sincronizadas.
Na Copa do Mundo de Mergulho da FINA de 2021, Wiens marcou 488,55 na final, o que lhe rendeu a medalha de bronze. Em julho de 2021, Wiens terminou em segundo na competição individual de plataforma de 10 m nas seletivas canadenses. Isso o qualificou para competir no evento individual de 10 m em Tóquio, onde ficou em 19º lugar.
No Campeonato Mundial de Esportes Aquáticos de 2022 em Budapeste, Wiens ganhou a medalha de bronze no evento de plataforma sincronizada de 10 m com o parceiro Nathan Zsombor-Murray. Ele competiu nos Jogos da Commonwealth de 2022, onde conquistou medalhas de prata na plataforma masculina de 10 metros e nos eventos de plataforma sincronizada masculina de 10 metros. Nos Jogos Olímpicos de Verão de 2024, com Zsombor-Murray, ele ficou com o bronze no evento de plataforma sincronizada masculina de 10 metros.